# Curepí
Curepí (kurepi, en grafía guaraní) y curepa son términos utilizados en Paraguay para referirse a las personas originarias de Argentina, derivados del guaraní kurepi y este, a su vez; de kure pire, que significa piel de cerdo. El término «curepa» sería una hispanización, y es utilizado en un sentido más amistoso.

## Origen
El origen del término se remontaría a la época de la Guerra contra la Triple Alianza, en la que el Paraguay enfrentó a la alianza política y militar conformada por Argentina, Brasil y Uruguay.  Los combatientes argentinos, eran en su mayoría de origen gaucho, quienes calzaban una especie de botas de piel de cerdo, que en guaraní se dice «kure pire» (piel de cerdo). También solían utilizar tapados rudimentarios de la piel de cerdo en épocas de mucho frío.